# Distretto di Isparta
Il distretto di Isparta (in turco Isparta ilçesi) è uno dei distretti della provincia di Isparta, in Turchia.